# Taminabrücke
Die Taminabrücke ist eine 2017 in Betrieb genommene Strassenbrücke über die Taminaschlucht im Kanton St. Gallen. Mit einer Spannweite von 260 Metern ist sie die grösste Bogenbrücke der Schweiz.

## Projekt
Die direkte Strassenverbindung von Bad Ragaz nach Valens verläuft im unteren Abschnitt über Serpentinen, die durch instabiles Gelände führen. Um eine sichere Zufahrt zu ermöglichen, wurde geplant, mit einer über 400 Meter langen Brücke, die die Tamina in etwa 200 Metern Höhe überspannt, Valens mit der Ortschaft Pfäfers zu verbinden. Das Projekt – Brücke inklusive Zufahrtsstrassen – sollte 56 Mio. Franken kosten und die Sanierung der bisherigen Zufahrt von Bad Ragaz nach Valens unnötig machen.
Gegen das Projekt eines Brückenbaus über die Taminaschlucht erwuchs im Herbst 2010 insbesondere wegen der hohen Kosten Widerstand aus der Bevölkerung.
Am 1. Dezember 2010 bewilligte der Kantonsrat St. Gallen das Projekt, und am 22. Mai 2012 gab der Regierungsrat des Kantons St. Gallen grünes Licht für den Bau.

## Bau
Anfang Oktober 2012 wurde mit den Vorarbeiten für den Bau der Zufahrtsstrassen begonnen, und der offizielle Spatenstich erfolgte am 28. März 2013 mit der Überquerung der Schlucht auf einem 417 Meter langen Seil durch den Hochseilartisten Freddy Nock.
Zuerst wurden die Kämpfer gebaut, die Fundamente an den Enden des Bogens. Danach wurde der Bogen im Freivorbau mit 5 Meter langen Abschnitten erstellt. Dazu wurden auf beiden Seiten der Schlucht bis zu 105 Meter hohe Hilfspylone erstellt, über die während der Bauphase die beiden aufeinander zu wachsenden Bogenteile mit Seilkabeln an Felsankern rückverankert werden konnten. Unter anderem kam ein freistehender Hochbaukran mit rund 113 Metern Hakenhöhe und 75 Metern Ausladung zum Einsatz.
Am 28. März 2015, genau zwei Jahre nach Baubeginn, erfolgte der Bogenschluss. Im Anschluss wurde der Überbau mit Hilfe von Traggerüsten errichtet.
Die Eröffnung wurde vom 9. bis 11. Juni gefeiert, die Verkehrsfreigabe erfolgte am 22. Juni 2017.

## Konstruktion
Da die beiden Kämpfer in der Höhenlage um 33 Meter versetzt angeordnet sind und der Bogenscheitel bei einem Bogenstich von etwa 35 Metern nicht in der Mitte, sondern näher an der Valenser Seite liegt, ist die 259,36 Meter weit spannende Bogenbrücke asymmetrisch gestaltet. Der in den Kämpfern eingespannte Bogen hat dort auf der Seite Pfäfers seine grössten Abmessungen als Hohlquerschnitt mit 4 Metern Bauhöhe und 9 Metern Breite. Zum Scheitel, mit einem Massivquerschnitt, nehmen die Abmessungen auf 2 Meter Höhe und 5 Meter Breite ab.
Der vorgespannte Überbau ist auf schrägen, senkrecht zur Bogenachse angeordneten Scheiben gelagert und hat im Bereich des Bogens Stützweiten bis zu 53 Metern und einen Hohlkastenquerschnitt mit einer 9,5 Meter breiten Fahrbahn und 5 Meter breiten Bodenplatte bei einer Regelhöhe von 2,75 Metern. Die Scheiben sind an dem Bogen bzw. dem Überbau mit Betongelenken angeschlossen.
Architekt war der Bauingenieur Volkhard Angelmaier. Die Planer erhielten für die Brücke 2018 den Supreme Award der Institution of Structural Engineers.

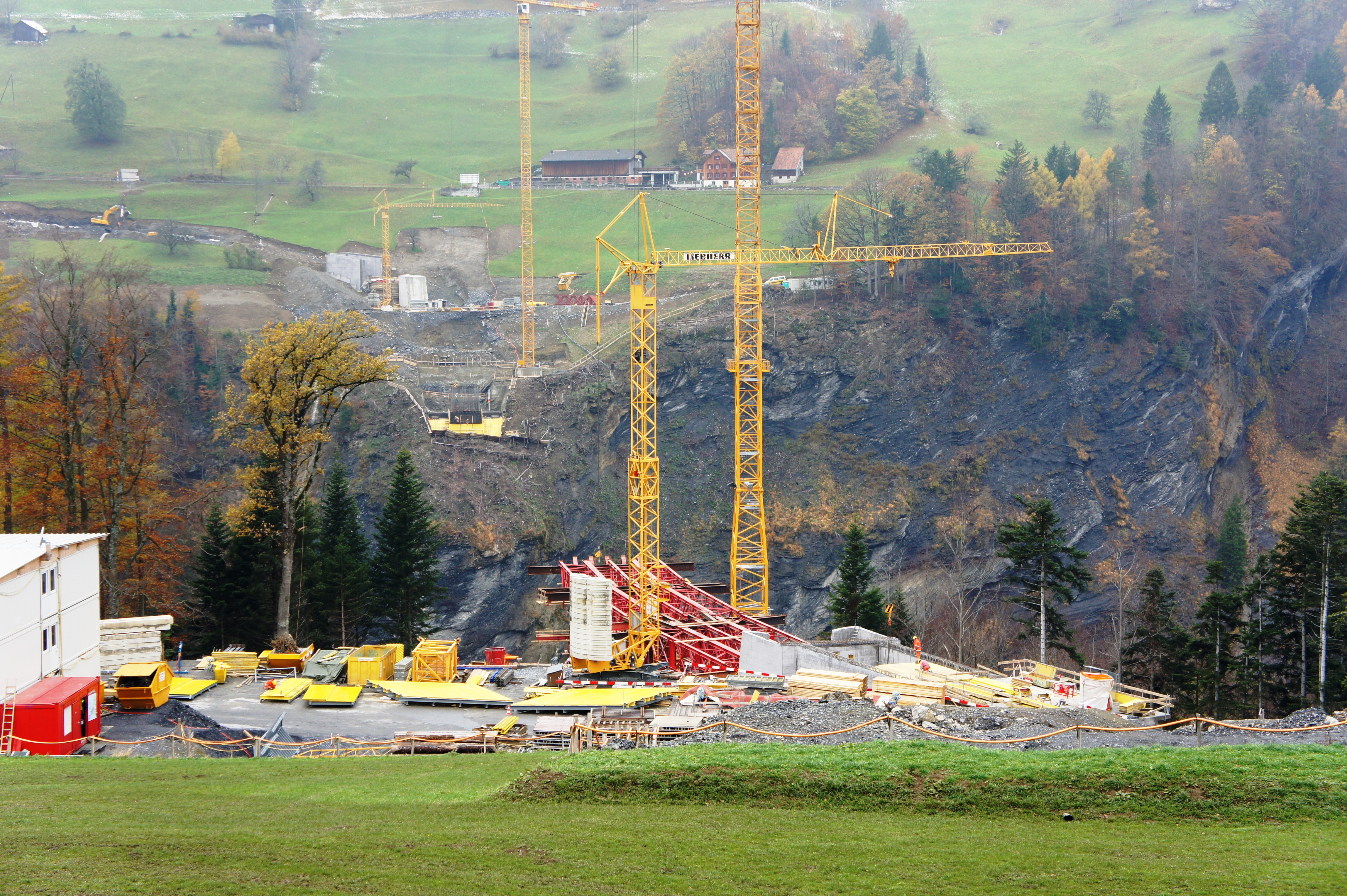
Die Baustelle der Taminabrücke im November 2013. Blick von Bofel nach Suldis aus östlicher Richtung
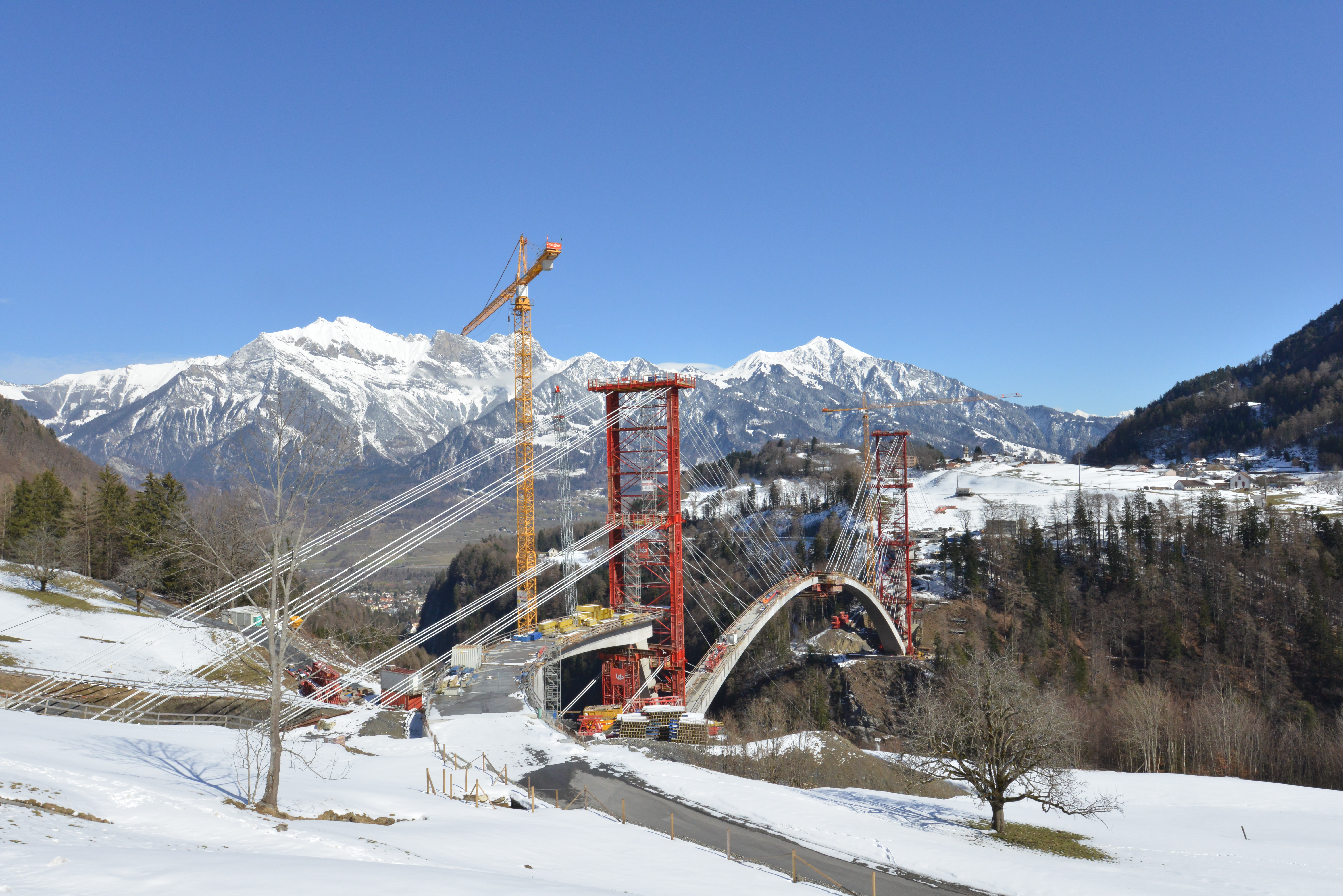
März 2015: Der Bogenschluss steht bevor. Blick von Suldis nach Bofel aus südwestlicher Richtung
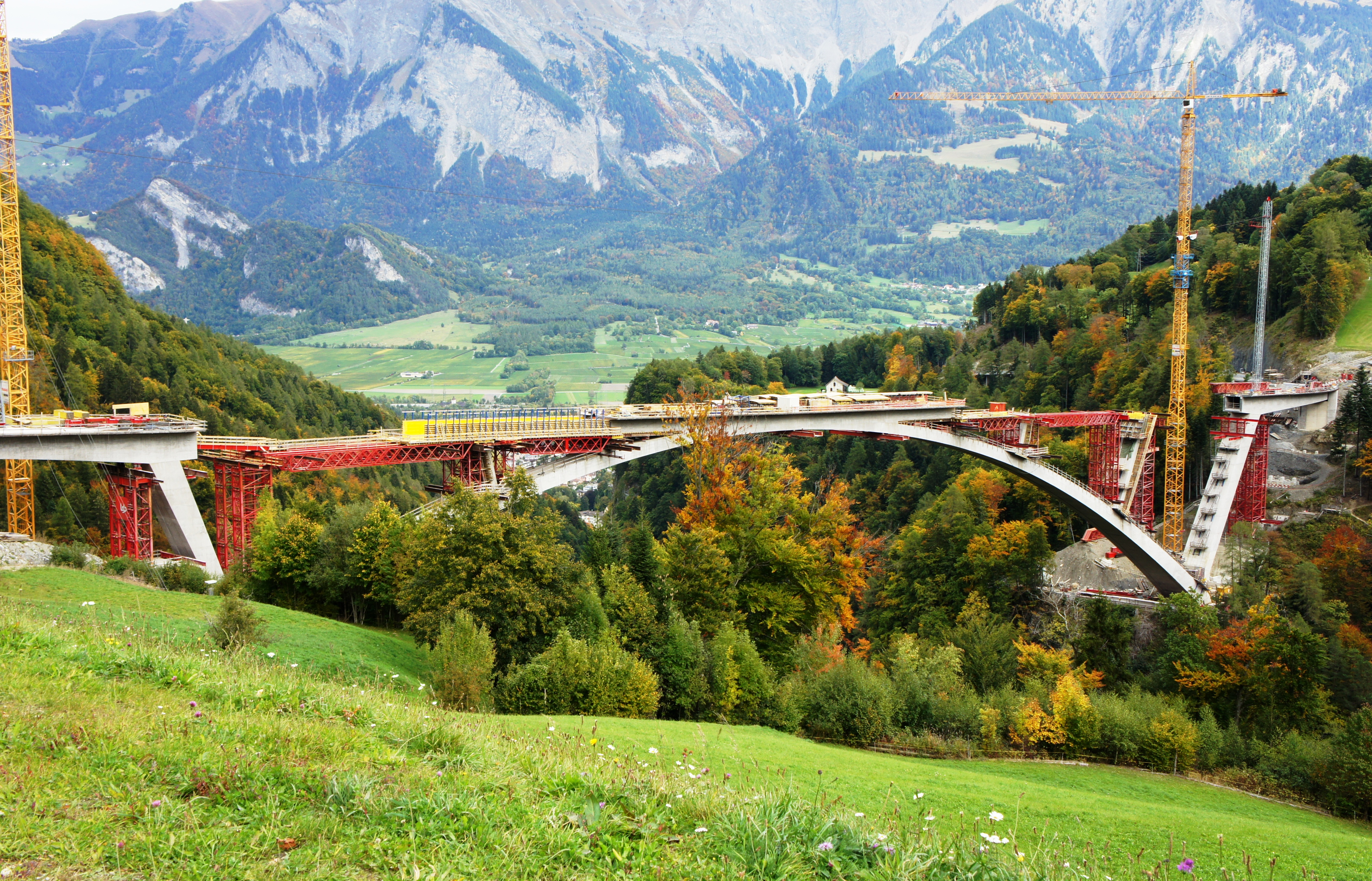
Oktober 2015: Der Fahrbahnbau wird von der Bogenmitte aus vorangetrieben.